# Arachosia cubana
Arachosia cubana là một loài nhện trong họ Anyphaenidae.
Loài này thuộc chi Arachosia. Arachosia cubana được Richard C. Banks miêu tả năm 1909.